# Кугель, Элиэзер
Элиэзер Кугель (ивр. אליעזר קוגל‎; 1 января 1924, Тель-Авив, Подмандатная Палестина — 2 октября 2022, Иерусалим) — израильский раввин.
Рав Элиэзер Кугель родился в 1924 году в Тель-Авиве. В молодости он проходил обучение в ешиве «Ломжа» в Петах-Тикве и был близок к духовным руководителям харедимной общины Израиля — Хазон Ишу и раву Ицхаку Зэеву Соловейчику из Бриска.
В начале 60-х раввин стал организатором Движения за распространение Торы. Эта организация обучала иудаизму жителей периферийных городов Израиля и кибуцев. Раввин Кугель в рамках этого проекта на протяжении нескольких десятилетий преподавал по всей стране.
Помимо этого, он основал Научно-технический институт галахи, который разрабатывал различные технологические решения для соблюдающих евреев.
С 1981 году Кугель возглавлял ешиву «Швут Ами» для выходцев из бывшего СССР — важнейшее место в течение долгих лет для изучения Торы в русскоязычной среде.